# Hambach (Heppenheim)
Hambach ist ein Stadtteil von Heppenheim im südhessischen Landkreis Bergstraße, der aus den Ortsteilen Unter-Hambach und Ober-Hambach besteht.

## Geographische Lage
Hambach ist mit der Kernstadt Heppenheim baulich zusammengewachsen und liegt nordöstlich von dieser im Tal des Hambachs, das nördlich der auf dem Schlossberg sich erhebenden Starkenburg die Bergstraße erreicht. Hambach erstreckt sich dem Tal folgend auf rund fünf Kilometer Länge bis Ober-Hambach. Im Osten reichen die Waldgemarkungen beider Hambacher Ortsteile bis hinein in den Vorderen Odenwald. Etwa 800 Meter östlich ihrer Gemarkungsgrenzen liegt der Gipfel des 531,1 m ü. NHN hohen Kesselbergs, dem höchsten Punkt der Gemarkung Heppenheim, an dessen Westhang der Hambach entspringt.

## Geschichte

### Von den Anfängen bis zum 18. Jahrhundert
Die früheste bekannte Erwähnung von Hambach als Heimbach ist eine Urkunde von 1165, in der Kaiser Friedrich I. Schenkungen bestätigt.
Im Mittelalter gehörten Ober- und Unter(/-Nieder)-Hambach zusammen mit sechs weiteren Orten als Filialdorf zur Villa Heppenheim. Diese sechs Orte waren neben Hambach, Erbach, Kirschhausen, Sonderbach und Wald-Erlenbach. Die Hofgüter dieser Ortschaften verfügten über genügend Ressourcen wie Wald, Äcker und Wasser um eigenständige Einheiten zu bilden, waren aber über eine Marktgemeinschaft eng mit Heppenheim verbunden. In kirchlicher Hinsicht gehörten die Einwohner zu Peterskirche Heppenheim.
Hambach gehörte zu den Besitzungen des Klosters Lorsch, das 772 zur Reichsabtei erhoben wurde und damit dem König bzw. Kaiser direkt unterstellt war. Am 20. Januar 773 schenkte Karl der Große die Stadt Heppenheim nebst dem zugehörigen Bezirk, der ausgedehnten „Mark Heppenheim“, in dem Ober- und Unter-Hambach später entstanden, dem Reichskloster.
Am 12. Mai 1012 verlieh in Bamberg König Heinrich II. auf Bitten des Lorscher Abts Bobbo den Forst- und Wildbann innerhalb der „Mark Michelstadt“ und der „Mark Heppenheim“ dem Kloster Lorsch auf ewig. Dies erfolgte vor allem mit dem Ziel, die Urbanisierung des vorderen Odenwaldes, der damals noch weitgehend aus Urwald bestand, voranzutreiben. Die Kultivierensarbeiten wurden vermutlich von dem 1071 reaktivierten Kloster Altenmünster, aus dem Kloster Lorsch gegründet wurde, organisiert. Im Zuge dieser Maßnahmen dürften zumindest die meisten der sechs Heppenheimer Filialdörfer entstanden sein. Im 12. bis 15. Jahrhunderts wird Hambach mehrfach in Besitzurkunden erwähnt. Unter anderem hatten die Zisterziensermönche das Kloster Bronnbach und die Sippe des Henne von Werberg Besitz und Rechte an Hambach.  Genauere Angaben über die Filialdörfer, die nur aus vereinzelten Gehöften bestanden haben dürften, sind erst aus dem Jahr 1566 überliefert. Hier werden 116 Herdstätten für die fünf Siedlungen genannt.
Der Blütezeit des Klosters folgte im 11. und 12. Jahrhundert sein Niedergang. Während des Investiturstreits – von 1076 (Reichstag in Worms) bis 1122 (Wormser Konkordat) – mussten viele Besitzungen an den Adel abgegeben werden. Im späten 12. Jahrhundert wurde mit der Aufzeichnung der alten Besitzurkunden versucht, die Verwaltung zu reorganisieren (Lorscher Codex).
Dennoch unterstellte 1232 Kaiser Friedrich II. die Reichsabtei Lorsch dem Erzbistum Mainz und seinem Bischof Siegfried III. von Eppstein zur Reform. Die Benediktiner widersetzten sich der angeordneten Reform und mussten deshalb die Abtei verlassen und wurden durch Zisterzienser aus dem Kloster Eberbach ersetzt. Danach gab es schwere Auseinandersetzungen zwischen dem Erzbistum Mainz und der Kurpfalz als Inhaber der Vogtei, die erst 1247 durch einen Vergleich beigelegt werden konnten. Darin konnte sich die Kurpfalz durchsetzen und behielt die mit der Vogtei verbundenen Rechte. 1248 wurden die Zisterzienser-Mönche durch Prämonstratenser aus dem Kloster Allerheiligen ersetzt und von da an hatte das Kloster Lorsch den Status einer Propstei.
1267 wurde erstmals ein Burggraf auf der Starkenburg (über Heppenheim) genannt, der auch das „Amt Starkenburg“, zu dem Hambach zählte, verwaltete. Die Hohe Gerichtsbarkeit wurde von der „Zent Heppenheim“ ausgeübt, deren oberster Richter ebenfalls der Burggraf war.
Im Verlauf der für Kurmainz verhängnisvollen Mainzer Stiftsfehde wurde das Amt Starkenburg an Kurpfalz wiedereinlöslich verpfändet und blieb anschließend für 160 Jahre pfälzisch. Pfalzgraf Friedrich ließ sich für seine Unterstützung von Erzbischof Dieter – im durch die Kurfürsten am 19. November 1461 geschlossenen „Weinheimer Bund“ – das „Amt Starkenburg“ verpfänden, wobei Kurmainz das Recht erhielt, das Pfand für 100.000 Pfund wieder einzulösen.
Aus dem Jahr 1487 ist eine Besitzübertragung überliefert, in der Konrad von Frankenstein und seine Frau Apollonia, geb. von Cronberg, ihre sogenannten „Cronbergsgüter“ in Nieder- und Ober-Hambach an Johann Marx zu Bensheim verkaufen.
In den Anfängen der Reformation sympathisierten die pfälzischen Herrscher offen mit dem lutherischen Bekenntnis, aber erst unter Ottheinrich (Kurfürst von 1556 bis 1559) erfolgte der offizielle Übergang zur lutherischen Lehre. Danach wechselten seine Nachfolger und gezwungenermaßen auch die Bevölkerung mehrfach zwischen der lutherischen und calvinistischen Konfession. Als Folge der Reformation hob die Kurpfalz 1564 das Kloster Lorsch auf. Die bestehenden Rechte wie Zehnten, Grundzinsen, Gülten und Gefälle des Klosters Lorsch wurden fortan durch die „Oberschaffnerei Lorsch“ wahrgenommen und verwaltet.
Im Laufe des Dreißigjährigen Krieges (1618–1648) eroberten spanische Truppen der „Katholischen Liga“ die Region und stellten 1623 die Kurmainzer Herrschaft wieder her. Die durch die Pfalzgrafen eingeführte Reformation wurde daraufhin weitgehend rückgängig gemacht und die Bevölkerung musste zur katholischen Kirche zurückkehren. Zwar zogen sich die spanischen Truppen nach zehn Jahren vor den anrückenden Schweden zurück, aber nach der katastrophalen Niederlage der Evangelischen in der Nördlingen 1634 verließen auch die Schweden die Bergstraße und mit dem Schwedisch-Französischen Krieg begann ab 1635 das blutigste Kapitel des Dreißigjährigen Krieges. Aus der Region berichteten die Chronisten aus jener Zeit: „Pest und Hunger wüten im Land und dezimieren die Bevölkerung, sodass die Dörfer öfters völlig leer stehen“. Mit dem Westfälischen Frieden von 1648 wurde die Einlösung der Pfandschaft endgültig festgeschrieben.
1649 haben den Zehnten von Ober- und Unterhambach zu je einem Drittel die Kellerei in Heppenheim (Erzstift Mainz), das Mainzer Domkapitel und die Herren von Dalberg. Über die Größe vom Unter-Hambach ist aus dem Jahr 1655 überliefert, dass es aus „des Stettenberges Hube und 11 Hubgütern“ besteht.
Nach Ende des Krieges wurde 1650 die Pfandsumme an Kurpfalz zurückgezahlt und der Bezirk des Oberamtes Starkenburg gehörte auch formal wieder zu Kurmainz. Bereits 50 Jahre nach Ende des Dreißigjährigen Krieges hatte die Region erneut schwer unter Kriegsfolgen zu leiden, als Frankreich versuchte im Pfälzischen Erbfolgekrieg seine Grenzen nach Osten zu verschieben. Erst mit dem Frieden von Rijswijk 1697, zogen sich die Franzosen hinter den Rhein zurück.
Als es 1782 zu einer Umstrukturierung im Bereich des Kurmainzer Amtes Starkenburg kam, wurde der Bereich des Amtes in die vier untergeordnete Amtsvogteien Heppenheim, Bensheim, Lorsch und Fürth aufgeteilt und das Amt in Oberamt umbenannt.
Ober- und Unter-Hambach wurden dem „Amt Heppenheim“ zugeordnet, die Gerichtsbarkeit blieb bei der „Zent Heppenheim“. Die Amtsvogtei wiederum war dem Oberamt Starkenburg im „Unteren Erzstift“ des „Kurfürstentums Mainz“ unterstellt.

### Vom 19. Jahrhundert bis heute

#### Hambach wird hessisch
Das ausgehende 18. und beginnende 19. Jahrhundert brachte Europa weitreichende Änderungen. Als Folge der Napoleonischen Kriege wurde bereits 1797 das „Linke Rheinufer“ und damit der linksrheinische Teil von Kurmainz durch Frankreich annektiert. In der letzten Sitzung des Immerwährenden Reichstags in Regensburg wurde im Februar 1803 der Reichsdeputationshauptschluss verabschiedet, der die Bestimmungen des Friedens von Lunéville umsetzte, und die territorialen Verhältnisse im Heiligen Römischen Reich (Deutscher Nation) neu regelte.
Durch diese Neuordnung wurde Kurmainz aufgelöst, das Oberamt Starkenburg und mit ihm Hambach kam zur Landgrafschaft Hessen-Darmstadt. Das „Amt Heppenheim“ wurde als hessische Amtsvogtei weitergeführt, das Oberamt aber 1805 aufgelöst.
Im selben Jahr siedelt der Kurfürst von Mainz nach Regensburg über.
Die übergeordnete Verwaltungsbehörde war der „Regierungsbezirk Darmstadt“ der ab 1803 auch als „Fürstentum Starkenburg“ bezeichnet wurde.
In der Landgrafschaft Hessen-Darmstadt wurde mit Ausführungsverordnung vom 9. Dezember 1803 das Gerichtswesen neu organisiert. Für das Fürstentum Starkenburg wurde das „Hofgericht Darmstadt“ als Gericht der zweiten Instanz eingerichtet. Die Rechtsprechung der ersten Instanz wurde durch die Ämter bzw. Standesherren vorgenommen. Das Hofgericht war für normale bürgerliche Streitsachen Gericht der zweiten Instanz, für standesherrliche Familienrechtssachen und Kriminalfälle die erste Instanz. Übergeordnet war das Oberappellationsgericht Darmstadt. Damit hatten die „Zent Heppenheim“ und die mit ihr verbundenen Zentgerichte endgültig ihre Funktion eingebüßt.
Unter Druck Napoleons wurde 1806 der Rheinbund gegründet, dies geschah mit dem gleichzeitigen Reichsaustritt der Mitgliedsterritorien.
Dies führte am 6. August 1806 zur Niederlegung der Reichskrone, womit das alte Reich aufhörte zu bestehen.
Am 14. August 1806 wurde die Landgrafschaft Hessen-Darmstadt, gegen Stellung hoher Militärkontingente an Frankreich und den Beitritt zum Rheinbund, von Napoleon zum Großherzogtum erhoben, anderenfalls drohte er mit Invasion.
Nach der endgültigen Niederlage Napoléons regelte der Wiener Kongress 1814/15 auch die territorialen Verhältnisse für Hessen und bestätigte die Grenzen des Fürstentums Starkenburg. Darüber hinaus wurden dem Großherzogtum Hessen durch Artikel 47 weitere Gebiete zugewiesen, unter anderem Worms, Alzey, Bingen und Mainz, ein Gebiet, das als Rheinhessen bezeichnet wurde. 1815 trat das Großherzogtum dem Deutschen Bund bei. Durch das Traktat von Frankfurt vom 30. Juni 1816 trat Großherzog Ludwig infolge des Deutschen Kriegs das schon vor dem Reichsdeputationshauptschluss am 6. September 1802 besetzte Herzogtum Westfalen an den König von Preußen ab. 1816 wurden im Großherzogtum Provinzen gebildet, wobei das vorher als „Fürstentum Starkenburg“ bezeichnete Gebiet, das aus den südlich des Mains gelegenen alten hessischen und den ab 1803 hinzugekommenen rechtsrheinischen Territorien bestand, in „Provinz Starkenburg“ umbenannt wurde.
Die Historisch-topographisch-statistische Beschreibung des Fürstenthums Lorsch, oder Kirchengeschichte des Oberrheingaues von 1812 berichtet unter dem Abschnitt. „Heppenheimer Dörfer“:

„Niederhambach der Niederheimbach, ein beträchtliches Dorf mit einer Filialkirche, eine halbe Stunde von Heppenheim gegen das Gebirge zu in einem schönen Thale und nicht weit von der Hauptlandstraße. Es besteht aus 75 Heusern worin 652 Menschen leben. Der Ort ist sehr ausgedehnt und bis 500 Rheinländische Ruthen lang, durch denselben fließt die Heimbach welche daselbst 6 Mühlen treibt. Es ist auch daselbst ein Landzoll. Dieser Ort kömmt schon in Trad., Laurish. No. 3813 unter dem Namen Heimbach vor.“

„Oberheimbach oder Oberhambach, ist ein kleines Dorf an der Heimbach, eine halbe Stunde oberhalb Niederheimbach und eine Stunde von Heppenheim entfernt. Es enthält nur sieben Häuser und eine Mühle worin 71 Menschen wohnen.“

Weiter wird über Heppenheim und alle sechs Filialorte berichtet:

„Alle diese Orte mit der Stadt Heppenheim enthalten 633 Wohngebäude und 4460 Bewohner. Unter letzteren sind 4383 Katholiken, 27 Lutheraner und 6 Juden. An Güthern gehören dazu 3458 Morgen Äcker, 1917 Morgen Wiesen und Waide, 678 Morgen Weinberge und 3467 Morgen Waldung.“

Im Jahr 1814 wurde die Leibeigenschaft im Großherzogtum aufgehoben und es erhielt mit der am 17. Dezember 1820 eingeführten Verfassung des Großherzogtums Hessen eine konstitutionelle Monarchie, in der der Großherzog aber noch große Machtbefugnisse hatte. Die noch bestehenden standesherrlichen Rechte wie Niedere Gerichtsbarkeit, Zehnten, Grundzinsen und andere Gefälle blieben aber noch bis 1848 bestehen.
1821 wurden im Rahmen einer umfassenden Verwaltungsreform die Amtsvogteien in den Provinzen Starkenburg und Oberhessen des Großherzogtums aufgelöst und Landratsbezirke eingeführt, wobei Hambach dem Landratsbezirk Lindenfels zugeteilt wurde. Diese Reform ordnete auch die Verwaltung auf Gemeindeebene neu. So wurde für beide Orte eine gemeinsame Bürgermeisterei eingerichtet. Entsprechend der Gemeindeverordnung vom 30. Juni 1821 gab es einen gewählten Ortsvorstand, der sich aus Bürgermeister, Beigeordneten und Gemeinderat zusammensetzte, staatliche Schultheißen wurden nicht mehr eingesetzt.
Die „Statistisch-topographisch-historische Beschreibung des Großherzogthums Hessen“ berichtet 1829:

„Unterhambach (L. Bez. Lindenfels) kath. Filialdorf; auch Niederhambach; liegt 2 1⁄2 St. von Lindenfels und 1⁄2 St. von Heppenheim. Dieser sehr ausgedehnte Ort, der in einem schönen Thale liegt, besteht aus 92 Häusern und hat 874 Seelen die außer 2 Luth. und 2 Reform. kath. sind, so wie 1 Kapelle, 9 Mahl- und 1 Oelmühle. Unterhambach kam 1802 von Mainz an Hessen.“

„Oberhambach (L. Bez. Lindenfels) kath. Filialdorf liegt 2 St. von Lindenfels und 1 St. von Heppenheim wo der Ort eingepfarrt ist. Von Unterhambach liegt das Dorf 1⁄2 St. und ist davon durch den ziemlich hohen Lohnstein getrennt. Man zählt 11 Häuser und 89 Einw. unter welchen 17 Luth. 71 Kath. und 1 Reform. sich befinden. Von Mainz kam der Ort 1802 an Hessen.“

1832 wurden die Einheiten weiter vergrößert und es wurden Kreise geschaffen. Nach der am 20. August 1832 bekanntgegebenen Neugliederung sollte es in Süd-Starkenburg künftig nur noch die Kreise Bensheim und Lindenfels geben; der Landratsbezirk von Heppenheim sollte in den Kreis Bensheim fallen. Noch vor dem Inkrafttreten der Verordnung zum 15. Oktober 1832 wurde diese aber dahingehend revidiert, dass statt des Kreises Lindenfels neben dem Kreis Bensheim der Kreis Heppenheim als zweiter Kreis gebildet wurde, zu dem jetzt Unter- und Oberhambach gehörten.
1842 wurde das Steuersystem im Großherzogtum reformiert und der Zehnte und die Grundrenten (Einnahmen aus Grundbesitz) wurden durch ein Steuersystem ersetzt, wie es in den Grundzügen heute noch existiert.
Im Neuestes und gründlichstes alphabetisches Lexicon der sämmtlichen Ortschaften der deutschen Bundesstaaten von 1845 finden sich folgenden Einträge:

„Hambach (Ober- und Unter-Hambach). — Dorf, zur evangelischen Pfarrei Gronau, resp. kathol. Pfarrei Heppenheim gehörig. — 103 H. 963 E. — Großherzogth. Hessen. — Provinz Starkenburg. Kreis Heppenheim. — Landgericht Lorsch. — Hofgericht Darmstadt. — (Uebrigens siehe Ober- und Unterhambach)“

„Ober-Hambach. — Dorf, zur evangelischen Pfarrei Gronau, resp. kathol. Pfarrei Heppenheim gehörig. — 11 H. 89 (meistens kathol.) E. — Großherzogthum Hessen. — Provinz Starkenbürg. — Kreis Heppenheim. — Landgericht Lorsch. — Hofger. Darmstadt. — Das Dorf Ober-Hambach, von Unter-Hambach durch den ziemlich hohen Lohnstein getrennt, ist im Jahre 1802 von Mainz an Hessen gegangen.“

„Unter-Hambach b. Lindenfels. — Katholisches Filialdorf von Heppenheim. — 82 H. 874 E. (Incl. 4 Evangel.) — Großherzogth. Hessen. — Prov. Starkenburg. — Kreis Heppenheim. — Landgericht Lorsch. — Hofger. Darmstadt. — Das Dorf Unter-Hambach, auch Nieder-Hambach genannt, liegt sehr ausgedehnt in einem schönen Thale und hat l Kapelle, 1 Oel- u. 9 Mahlmühlen. Der Ort ist im Jahre 1802 von Mainz an Hessen abgetreten worden.“

Infolge der Märzrevolution 1848 wurden mit dem „Gesetz über die Verhältnisse der Standesherren und adeligen Gerichtsherren“ vom 15. April 1848 die standesherrlichen Sonderrechte endgültig aufgehoben.
Darüber hinaus wurden in den Provinzen, die Kreise und die Landratsbezirke des Großherzogtums am 31. Juli 1848 abgeschafft und durch „Regierungsbezirke“ ersetzt, wobei die bisherigen Kreise Bensheim und Heppenheim zum Regierungsbezirk Heppenheim vereinigt wurden. Bereits vier Jahre später, im Laufe der Reaktionsära, kehrte man aber zur Einteilung in Kreise zurück, wodurch neben den Kreisen Heppenheim und Bensheim vorübergehend auch die Kreise Lindenfels und Wimpfen entstanden. Hambach gehörte jetzt dem neu gegründeten Kreis Lindenfels an.
Die im Dezember 1852 aufgenommenen Bevölkerungs- und Katasterlisten ergaben für Nieder- und Oberhambach: Niederhambach, ein katholisches Filialdorf mit 952 Einwohnern. Die Gemarkung besteht aus 1984 Morgen, davon 726 Morgen Ackerland, 95 Morgen Wiesen und 153 Morgen Wald.
Oberhambach, ein katholisches Filialdorf mit 71 Einwohnern. Die Gemarkung besteht aus 425 Morgen, davon 257 Morgen Ackerland, 94 Morgen Wiesen und 65 Morgen Wald.
In den Statistiken des Großherzogtums Hessen wurden, bezogen auf Dezember 1867, für Ober- und Unter-Hambach eine gemeinsame Bürgermeisterei, 14 bzw. 131 Häuser, 864 bzw. 104 Einwohnern, der Kreis Heppenheim, das Landgericht Lorsch, die evangelisch Pfarrei Gronau des Dekanats Lindenfels und die katholische Pfarrei Heppenheim des Dekanats Heppenheim, angegeben.
1870 provoziert der preußische Ministerpräsident Otto von Bismarck durch die sogenannte Emser Depesche den Deutsch-Französischen Krieg, in dem das Großherzogtum Hessen als Mitglied des Norddeutschen Bundes an der Seite Preußens teilnahm. Noch vor dessen offiziellen Ende am 10. Mai 1871 traten die süddeutschen Staaten dem Norddeutschen Bund bei und am 1. Januar 1871 trat dessen neu Verfassung in Kraft, mit der er sich nun Deutsches Reich nannte.
Auf deutscher Seite forderte dieser Krieg ca. 41.000 Tote.
Mit dem Reichsmünzgesetz gab es Deutschland nur noch eine Währung, die Mark mit 100 Pfennigen als Untereinheit.
Nachdem das Großherzogtum Hessen ab 1871 Teil des Deutschen Reiches war, wurden 1874 eine Reihe von Verwaltungsreformen beschlossen. So wurden die landesständige Geschäftsordnung sowie die Verwaltung der Kreise und Provinzen durch Kreis- und Provinzialtage geregelt. Die Neuregelung trat am 12. Juli 1874 in Kraft und verfügte auch die Auflösung der Kreise Lindenfels und Wimpfen und die Wiedereingliederung von Hambach in den Kreis Heppenheim.

Am Ende des 19. Jahrhunderts kündigt sich langsam das Industriezeitalter an. Verbesserungen der Infrastruktur ergeben sich durch den Bau von Eisenbahnlinien. Im Jahr 1869 wurde die Eröffnung der Nibelungenbahn von Worms über Lorsch nach Bensheim gefeiert, wo sie Anschluss an die bereits 1846 fertiggestellten Main-Neckar-Bahn hatte.
Für das Jahr 1900 waren weitere Infrastrukturverbesserungen zu vermelden, so wurde bei Worms sowohl die Ernst-Ludwig-Brücke für den Straßenverkehr, als auch die Eisenbahnbrücke über den Rhein dem Verkehr übergeben. Dass die Zeiten aber auch von viel Armut geprägt waren, zeigen die Zahlen der Auswanderer. So wurden von 1881 bis 1900 529.875 deutsche Auswanderer gezählt.
Am 1. Januar 1900 trat im ganzen Deutschen Reich das Bürgerliche Gesetzbuch in Kraft.

#### Zeit der Weltkriege
Am 1. August 1914 brach der Erste Weltkrieg aus, der im ganzen Deutschen Reich der positiven wirtschaftlichen Entwicklung ein Ende setzte. Als nach der deutschen Niederlage am 11. November 1918 der Waffenstillstand unterschrieben wurde, hatte auch Hambach viele Gefallene zu beklagen, während der Krieg insgesamt rund 17 Millionen Menschenopfer kostete.
Das Ende des Deutschen Kaiserreiches war damit besiegelt, und die unruhigen Zeiten der Weimarer Republik folgten. In der Zeit von 1921 bis 1930 wurden in Deutschland 566.500 Auswanderer gezählt, die versuchten, den schwierigen Verhältnissen in Deutschland zu entfliehen.
Am 30. Januar 1933 wurde Adolf Hitler Reichskanzler, was das Ende der Weimarer Republik und den Beginn der nationalsozialistischen Diktatur bedeutete.
Die hessischen Provinzen Starkenburg, Rheinhessen und Oberhessen wurden 1937 nach der 1936 erfolgten Auflösung der Provinzial- und Kreistage aufgehoben. Zum 1. November 1938 trat dann eine umfassende Gebietsreform auf Kreisebene in Kraft. In der ehemaligen Provinz Starkenburg war der Kreis Bensheim besonders betroffen, da er aufgelöst und zum größten Teil dem Kreis Heppenheim zugeschlagen wurde. Der Kreis Heppenheim übernahm auch die Rechtsnachfolge des Kreises Bensheim und erhielt den neuen Namen Landkreis Bergstraße.
Am 1. September 1939 begann mit dem Einmarsch deutscher Truppen in Polen der Zweite Weltkrieg, der in seinen Auswirkungen noch weit dramatischer war als der Erste Weltkrieg und dessen Opferzahl auf 60 bis 70 Millionen Menschen geschätzt werden.
In der Endphase des Zweiten Weltkrieges in Europa erreichen die amerikanischen Verbände Mitte März 1945 den Rhein zwischen Mainz und Mannheim. Am 22. März überquerte die 3. US-Armee bei Oppenheim den Rhein und besetzte am 25. März Darmstadt. In den ersten Stunden des 26. März 1945 überquerten amerikanische Einheiten bei Hamm und südlich von Worms den Rhein, von wo sie auf breiter Front gegen die Bergstraße vorrücken. Am 27. März standen die amerikanischen Truppen in Lorsch, Bensheim und Heppenheim und einen Tag später waren Aschaffenburg am Main sowie der westliche und nördlichen Teil des Odenwaldes besetzt. Der Krieg in Europa endete mit der bedingungslosen Kapitulation aller deutschen Truppen, die am 8. Mai 1945 um 23:01 Uhr mitteleuropäischer Zeit in Kraft trat.

#### Nachkriegszeit und Gegenwart
Wie die Einwohnerzahlen von 1939 und 1946 zeigen, hatte auch Hambach nach dem Krieg viele Flüchtlinge und Vertriebene aus den ehemaligen deutschen Ostgebieten zu verkraften.
Im Jahr 1961 wurde die Gemarkungsgröße mit 602 ha angegeben, davon waren 243 ha Wald.
Bis 1829 wurden Ober-Hambach und Nieder-Hambach hinsichtlich der Einwohnerzahlen statistisch getrennt erfasst. Im Jahr 1834 ist erstmals eine Einwohnerzahl der Gemeinde Hambach dokumentiert. Dies legt nahe, dass beide Gemeinden spätestens damals verwaltungsmäßig zusammengeschlossen wurden, allerdings bis auf den heutigen Tag unter Beibehaltung eigenständiger Gemarkungen.
Im Zuge der Gebietsreform in Hessen einigten sich Hambach mit der Stadt Heppenheim über eine Eingliederung, die zum 31. Dezember 1971 in Kraft trat. Hambach erhielt einen eigenen Ortsbezirk mit Ortsbeirat und Ortsvorsteher nach der Hessischen Gemeindeordnung.

### Gerichte in Hessen
In der Landgrafschaft Hessen-Darmstadt wurde mit Ausführungsverordnung vom 9. Dezember 1803 das Gerichtswesen neu organisiert. Für das Fürstentum Starkenburg wurde das Hofgericht Darmstadt eingerichtet. Es war für normale bürgerliche Streitsachen Gericht der zweiten Instanz, für standesherrliche Familienrechtssachen und Kriminalfälle die erste Instanz. Übergeordnet war das Oberappellationsgericht Darmstadt. Erste Instanz waren die Ämter, die Standesherren oder die Patrimonialgerichte.
Mit Bildung der Landgerichte im Großherzogtum Hessen war ab 1821 das Landgericht Fürth das in erster Instanz zuständige Gericht. Zum 1. April 1840 wurde das Landgericht Lorsch zuständig.
Nach Umsetzung des Gerichtsverfassungsgesetzes im Großherzogtum mit Wirkung vom 1. Oktober 1879 wurden die bisherigen Landgerichte durch Amtsgerichte an gleicher Stelle ersetzt, während die neu geschaffenen Landgerichte nun als Obergerichte fungierten. In Hambach war nun das Amtsgericht Lorsch zuständig, das im Bezirk des Landgerichts Darmstadt lag.
Ober- und Unter-Hambach wechselten zum 1. Mai 1902 erneut, diesmal zum neu errichteten Amtsgericht Bensheim.

### Verwaltungsgeschichte im Überblick
Das Großherzogtum Hessen war von 1815 bis 1866 ein Mitgliedsstaat des Deutschen Bundes und ab 1871 ein Bundesstaat des Deutschen Reiches. Es bestand bis 1919, nach dem Ersten Weltkrieg wurde das Großherzogtum zum republikanisch verfassten Volksstaat Hessen. 1945 nach Ende des Zweiten Weltkriegs befand sich das Gebiet des heutigen Hessen in der amerikanischen Besatzungszone und durch Weisung der Militärregierung entstand Groß-Hessen, aus dem das Bundesland Hessen in seinen heutigen Grenzen hervorging.
Die folgende Liste zeigt die Staaten und Verwaltungseinheiten, denen Ober- und Unter-Hambach angehört(e):
- vor 1782: Heiliges Römisches Reich, Kurfürstentum Mainz, Amt Starkenburg  (1461–1650 an Kurpfalz verpfändet), Zent Heppenheim
- ab 1782: Heiliges Römisches Reich, Kurfürstentum Mainz, Unteres Erzstift, Oberamt Starkenburg, Amtsvogtei Heppenheim
- ab 1803: Heiliges Römisches Reich, Landgrafschaft Hessen-Darmstadt,[Anm. 2] Fürstentum Starkenburg, Amt Heppenheim
- ab 1806: Großherzogtum Hessen,[Anm. 3] Fürstentum Starkenburg, Amt Heppenheim
- ab 1815: Großherzogtum Hessen[Anm. 4], Provinz Starkenburg, Amt Heppenheim
- ab 1821: Großherzogtum Hessen, Provinz Starkenburg, Landratsbezirk Lindenfels[Anm. 5]
- ab 1832: Großherzogtum Hessen, Provinz Starkenburg, Kreis Heppenheim
- ab 1848: Großherzogtum Hessen, Regierungsbezirk Heppenheim (Hambach als eine Gemeinde)
- ab 1852: Großherzogtum Hessen, Provinz Starkenburg, Kreis Lindenfels
- ab 1871: Deutsches Reich[Anm. 6], Großherzogtum Hessen, Provinz Starkenburg, Kreis Lindenfels
- ab 1874: Deutsches Reich, Großherzogtum Hessen, Provinz Starkenburg, Kreis Heppenheim
- ab 1918: Deutsches Reich, Volksstaat Hessen,[Anm. 7] Provinz Starkenburg, Kreis Heppenheim
- ab 1938: Deutsches Reich, Volksstaat Hessen, Landkreis Bergstraße[35][Anm. 8]
- ab 1945: Amerikanische Besatzungszone,[Anm. 9] Groß-Hessen, Regierungsbezirk Darmstadt, Landkreis Bergstraße
- ab 1946: Amerikanische Besatzungszone, Land Hessen, Regierungsbezirk Darmstadt, Landkreis Bergstraße
- ab 1949: Bundesrepublik Deutschland, Land Hessen, Regierungsbezirk Darmstadt, Landkreis Bergstraße
- ab 1971: Bundesrepublik Deutschland, Land Hessen, Regierungsbezirk Darmstadt, Landkreis Bergstraße, Stadt Heppenheim[Anm. 10]

## Bevölkerung

### Einwohnerstruktur 2011
Nach den Erhebungen des Zensus 2011 lebten am Stichtag, dem 9. Mai 2011 in Hambach 1632 Einwohner. Darunter waren 78 (4,8 %) Ausländer.
Nach dem Lebensalter waren 345 Einwohner unter 18 Jahren, 674 waren zwischen 18 und 49, 306 zwischen 50 und 64 und 297 Einwohner waren älter.
Die Einwohner lebten in 375 Haushalten. Davon waren 222 Singlehaushalte, 195 Paare ohne Kinder und 198 Paare mit Kindern, sowie 42 Alleinerziehende und 15 Wohngemeinschaften. In 144Haushalten lebten ausschließlich Senioren/-innen und in 468 Haushaltungen leben keine Senioren/-innen.

### Einwohnerentwicklung
| • 1806: | 652 Einwohner, 75 Häuser (Unterhambach)  |
| • 1806: | 071 Einwohner 7 Häuser (Oberhambach)     |
| • 1829: | 874 Einwohner, 62 Häuser (Unterhambach)  |
| • 1829: | 089 Einwohner 11 Häuser (Oberhambach)    |
| • 1867: | 864 Einwohner, 131 Häuser (Unterhambach) |
| • 1867: | 104 Einwohner, 14 Häuser (Oberhambach)   |

| Hambach: Einwohnerzahlen von 1806 bis 2011 | Hambach: Einwohnerzahlen von 1806 bis 2011 | Hambach: Einwohnerzahlen von 1806 bis 2011 | Hambach: Einwohnerzahlen von 1806 bis 2011 | Hambach: Einwohnerzahlen von 1806 bis 2011 |
| --- | ------------------------------------------ | ------------------------------------------ | ------------------------------------------ | ------------------------------------------ |
| Jahr |                                            |                                            |                                            | Einwohner                                  |
| 1806 | 1806                                       |                                            | 723                                        | 723                                        |
| 1829 | 1829                                       |                                            | 963                                        | 963                                        |
| 1834 | 1834                                       |                                            | 946                                        | 946                                        |
| 1840 | 1840                                       |                                            | 1.082                                      | 1.082                                      |
| 1846 | 1846                                       |                                            | 1.005                                      | 1.005                                      |
| 1852 | 1852                                       |                                            | 1.023                                      | 1.023                                      |
| 1858 | 1858                                       |                                            | 1.009                                      | 1.009                                      |
| 1864 | 1864                                       |                                            | 988                                        | 988                                        |
| 1871 | 1871                                       |                                            | 933                                        | 933                                        |
| 1875 | 1875                                       |                                            | 965                                        | 965                                        |
| 1885 | 1885                                       |                                            | 1.002                                      | 1.002                                      |
| 1895 | 1895                                       |                                            | 940                                        | 940                                        |
| 1905 | 1905                                       |                                            | 979                                        | 979                                        |
| 1910 | 1910                                       |                                            | 1.055                                      | 1.055                                      |
| 1925 | 1925                                       |                                            | 1.165                                      | 1.165                                      |
| 1939 | 1939                                       |                                            | 1.218                                      | 1.218                                      |
| 1946 | 1946                                       |                                            | 1.606                                      | 1.606                                      |
| 1950 | 1950                                       |                                            | 1.609                                      | 1.609                                      |
| 1956 | 1956                                       |                                            | 1.625                                      | 1.625                                      |
| 1961 | 1961                                       |                                            | 1.676                                      | 1.676                                      |
| 1967 | 1967                                       |                                            | 1.803                                      | 1.803                                      |
| 1970 | 1970                                       |                                            | 1.756                                      | 1.756                                      |
| 1980 | 1980                                       |                                            | ?                                          | ?                                          |
| 1990 | 1990                                       |                                            | ?                                          | ?                                          |
| 2000 | 2000                                       |                                            | ?                                          | ?                                          |
| 2011 | 2011                                       |                                            | 1.632                                      | 1.632                                      |
| Datenquelle: Historisches Gemeindeverzeichnis für Hessen: Die Bevölkerung der Gemeinden 1834 bis 1967. Wiesbaden: Hessisches Statistisches Landesamt, 1968. Weitere Quellen: LAGIS; Zensus 2011 |                                            |                                            |                                            |                                            |

### Historische Religionszugehörigkeit
| • 1829: | 19 lutheranische (= 1,97 %), 3 reformierte (= 0,31 %) und 941 katholische (= 97,72 %) Einwohner |
| • 1961: | 350 evangelische (= 20,88 %), 1254 (= 74,82 %) römisch-katholische Einwohner                    |

## Politik

### Ortsbeirat
Für Hambach  besteht ein Ortsbezirk (Gebiete der ehemaligen Gemeinde Hambach) mit Ortsbeirat und Ortsvorsteher nach der Hessischen Gemeindeordnung.
Der Ortsbeirat besteht aus neuen Mitgliedern. Seit den Kommunalwahlen 2021 gehören ihm vier Mitglieder der SPD und fünf Mitglieder der CDU an.
Ortsvorsteher ist Wolfgang Schlapp (CDU).

### Wappen und Flagge
Wappen

Blasonierung: „In Blau ein silberner schräglinker Wellenbalken, darin drei rote Rosen mit silbernem Butzen, darüber ein silbernes sechsspeichiges Mühlrad, darunter ein silbernes Spitznagelkreuz.“
Das Recht zur Führung des Wappens wurde der Gemeinde Hambach am 20. Juni 1952 durch den Hessischen Innenminister verliehen. Gestaltet wurde es durch den Heraldiker Georg Massoth.
Der Wellenbalken steht redend für den Hambach, das Mühlrad für die zahlreichen Mühlen im Hambacher Tal. Das Spitznagelkreuz ist das alte Wappen des Klosters Lorsch, zu dessen Besitz Ober- und Unter-Hambach gehörten.
 Flagge 
Die Flagge wurde der Gemeinde am 15. September 1965 genehmigt und wird wie folgt beschrieben:
 „Auf breiter weißer Mittelbahn, beseitet von zwei schmalen roten Seitenbahnen, im oberen Teil aufgelegt das Gemeindewappen.“ 

## Regelmäßige Veranstaltungen
- April: Brennnesselkerwe[42]